# Torneo WTA de Praga 2016
El J&T Banka Prague Open de 2016 fue un torneo profesional de tenis jugado en canchas de arcilla. Fue la 7 ª edición del torneo que formó parte de los torneos internacionales del 2016 de la WTA. Se llevó a cabo en Praga, República Checa entre el 25 y el 30 de abril de 2016.

## Cabezas de serie

### Individual
| Tenista             | Ranking | Preclasificada |
| Svetlana Kuznetsova | 13      | 1              |
| Lucie Šafářová      | 15      | 2              |
| Karolína Plíšková   | 18      | 3              |
| Samantha Stosur     | 26      | 4              |
| Barbora Strýcová    | 33      | 5              |
| Jeļena Ostapenko    | 37      | 6              |
| Dominika Cibulková  | 38      | 7              |
| Yanina Wickmayer    | 42      | 8              |

- Ranking del 18 de abril de 2016

### Dobles
| Tenista                               | Ranking | Preclasificada |
| Raquel Atawo Abigail Spears           | 43      | 1              |
| Margarita Gasparián Andrea Hlaváčková | 54      | 2              |
| Chuang Chia-jung Darija Jurak         | 84      | 3              |
| Liang Chen Alicja Rosolska            | 97      | 4              |

## Campeonas

### Individuales femeninos
Lucie Šafářová venció a  Samantha Stosur por 3-6, 6-1, 6-4

### Dobles femenino
Margarita Gasparián /  Andrea Hlaváčková vencieron a  María Irigoyen /  Paula Kania por 6-4, 6-2